# Plantarum vascularium genera
Plantarum vascularium genera (abreviado Pl. Vasc. Gen.) es un libro con descripciones botánicas que fue escrito por el botánico suizo Carl Meissner. Fue publicado en Leipzig en dos volúmenes en los años 1837-1844 con el nombre Plantarum vascularium genera secundum ordines ...
Al primer volumen se le conoce como  "Tab. Diagn."; y al segundo como "Commentarius."